# Liste von Vornamen/D
Diese Unterseite der Liste von Vornamen enthält Vornamen, die mit dem Buchstaben D beginnen.
Männliche Vornamen sind mit dem Symbol ♂ und weibliche Vornamen mit dem Symbol ♀ markiert.

## Da
Daan ♂,
Dacia ♀,
Dafina ♀, 
Dafne ♀, 
Dafydd ♂, 
Dag ♂, 
Dağ ♂,
Dağdelen ♂,
Dagfinn ♂, 
Dagmar ♀,
Dagmawit ♀,
Dagnė ♀, 
Dagny ♀,
Dagobert ♂,
Dagoberto ♂,
Dagur ♂, 
Daiki ♂,
Dailis ♂, 
Dainius ♂, 
Dainora ♀, 
Daisuke ♂,
Daisy ♀,
Daiva ♀, 
Dajana ♂♀, 
Dajt ♂, 
Dajtar ♂, 
Dajtina ♀, 
Dajza ♀, 
Dakota ♂♀,
Dale ♂♀,
Daley ♂,
Dalia ♀, 
Daliah ♀,
Dalibor ♂,
Dalila ♀, 
Dalin ♂, 
Dalina ♀, 
Dalius ♂, 
Dallëndyshe ♀, 
Dalmat ♂, 
Dalmazio ♂, 
Damaso ♂, 
Damian ♂,
Damián ♂,
Damiana ♀, 
Damiano ♂,
Damien ♂,
Damion ♂,
Damir ♂, 
Damla ♀, 
Damon ♂, 
Dana ♂♀,
Dane ♂,
Danguolė ♀, 
Danguolis ♂,
Dangutė ♀, 
Dani ♂,
Danica ♀,
Daniel ♂,
Daniela ♀,
Daniele ♂, 
Danièle ♀,
Danielius ♂, 
Danielle ♀,
Daniil ♂,
Danijel ♂,
Danila ♀, 
Danilo ♂, 
Danish ♂, 
Danius ♂, 
Daniyal ♂, 
Danja ♀, 
Danjana ♀, 
Danjel ♂, 
Danjela ♀, 
Danjell ♂, 
Danjella ♀, 
Danjush ♂, 
Danjusha ♀, 
Dankwart ♂,
Dante ♂, 
Danuta ♀,
Danutė ♀, 
Dany ♂♀, 
Danyal ♂, 
Daoud ♂,
Daphne ♀,
Darana ♀, 
Darby ♂, 
Darcy ♂,
Dardan ♂, 
Dardana ♀, 
Dardanesha ♀, 
Daria ♀, 
Dario ♂, 
Darío ♂,
Darius ♂,
Dariusch ♂,
Dariush ♂,
Dariusz ♂,
Darko ♂,
Darlene ♀,
Darnell ♂♀,
Darold ♂, 
Darrell ♂,
Darren ♂,
Darryl ♂,
Darvydas ♂, 
Daryl ♂♀,
Dasant ♂, 
Dasanta ♀, 
Dasantil ♂, 
Dasantila ♀, 
Dasar ♂, 
Dasara ♀, 
Dasaret ♂, 
Dasareta ♀, 
Dash ♂, 
Dasha ♀, 
Dashalir ♂, 
Dashamir ♂, 
Dashamira ♀, 
Dashan ♂, 
Dasho ♂, 
Dashtra ♀, 
Dashuri ♀, 
Dashuria ♀, 
Dashurim ♂, 
Dashurime ♀, 
Dastid ♂, 
Dastida ♀, 
Dator ♂, 
Daumantas ♂, 
Dava ♀, 
Davey ♂,
David ♂, 
Davide ♂, 
Davidson ♂, 
Davinder ♂,
Davod ♂, 
Davud ♂,
Davut ♂,
Dawda ♂,
Dawit ♂,
Dawn ♀,
Dax ♂,
Daymi ♂, 
Dazan ♂, 
Dazana ♀, 
Dazem ♂, 
Dazema ♀, 
Dazer ♂, 
Dazeta ♀, 
Dazim ♂, 
Dazime ♀, 
Dazin ♂, 
Dazina ♀, 
Dazmen ♂, 
Dazmena ♀, 

## De
Dea ♀,
Deacon ♂, 
Dean ♂,
Deane ♂♀,
Deanna ♀,
Deanne ♀, 
Debbie ♀,
Debney ♂,
Debora ♀,
Deborah ♀, 
Dëborak ♂, 
Dëborake ♀, 
Dëboran ♂, 
Dëborane ♀, 
Dëboras ♂, 
Debra ♀,
Decimo ♂, 
Decimus ♂,
Decio ♂, 
Declan ♂,
Dedan ♂, 
Dedana ♀, 
Dedash ♂, 
Dedë ♂, 
Dedo ♂,
Deepa ♀,
Deepak ♂,
Deepti ♀, 
Defina ♀, 
Defne ♀, 
Dëfrim ♂, 
Dëfrime ♀, 
Deirdre ♀,
Deividas ♂, 
Dejan ♂,
Dejk ♂, 
Dejka ♀, 
Delbert ♂,
Dele ♂, 
Delfin ♂, 
Delfina ♀, 
Delfino ♂, 
Delia ♀, 
Delin ♂, 
Delina ♀, 
Dëlir ♂, 
Dëlira ♀, 
Dëliran ♂, 
Dëlirana ♀, 
Dëlirim ♂, 
Dëlirime ♀, 
Deliza ♀, 
Delmere ♀, 
Delmin ♂, 
Delmina ♀, 
Delos ♂, 
Delosh ♂, 
Demba ♂,
Demet ♀, 
Demetria ♀, 
Demetrio ♂, 
Demetrios ♂,
Demi ♀, 
Demian ♂,
Demir ♂,
Demirağ ♂,
Demiray ♂,
Demirbaş ♂,
Demircan ♂,
Demirel ♂,
Demirer ♂,
Demirhan ♂,
Demirkan ♂,
Demirtaş ♂,
Demostene ♂, 
Dempsey ♂,
Demush ♂, 
Dena ♀, 
Denat ♂, 
Denata ♀, 
Dénes ♂,
Denis ♂, 
Denise ♀, 
Deniz ♂♀,
Denktaş ♂,
Dennis ♂,
Denton ♂,
Denyse ♀, 
Derek ♂,
Derk ♂,
Dermot ♂,
Derrick ♂,
Derviş ♂, 
Derya ♂♀, 
Desa ♀, 
Desdemona ♀, 
Dëshir ♂, 
Dëshira ♀, 
Dëshirana ♀, 
Dëshirim ♂, 
Dëshirime ♀, 
Dëshiror ♂, 
Desiderato ♂, 
Desideria ♀, 
Desiderio ♂, 
Desiderius ♂, 
Desim ♂, 
Desiree ♀, 
Désirée ♀, 
Desmond ♂,
Desolina ♀, 
Destiny ♀, 
Detar ♂, 
Detare ♀, 
Detlef ♂,
Detlev ♂,
Devin ♂♀,
Devlet ♂, 
Devoll ♂, 
Devon ♂♀,
Devran ♂, 
Devrim ♂♀, 
Dexter ♂,
Dezső ♂

## Dh
Dhelk ♂, 
Dhelka ♀, 
Dhelkor ♂, 
Dhelkore ♀, 
Dhuntare ♀, 
Dhuntia ♀, 
Dhuntiar ♂, 
Dhurata ♀, 
Dhurëtar ♂, 
Dhurim ♂, 
Dhurime ♀, 
Dhuronja ♀, 

## Di
Diallo ♂,
Diamante ♀, 
Diamond ♀, 
Diana ♀, 
Diane ♀,
Diarmaid ♂,
Diarmuid ♂,
Dickie ♂, 
Dickson ♂, 
Dicky ♂, 
Dicle ♀, 
Dídac ♂,
Diderik ♂,
Didier ♂,
Didimo ♂, 
Dido ♂♀,
Didrik ♂,
Diederik ♂,
Diego ♂, 
Diell ♂, 
Diella ♀, 
Diellar ♂, 
Diellare ♀, 
Diellonja ♀, 
Diellor ♂, 
Diellore ♀, 
Diellza ♀, 
Diemo ♂,
Diemut ♀,
Dieta ♀,
Dieter ♂,
Dieterich ♂,
Dietfried ♂,
Diethelm ♂,
Diethild ♀,
Dietlind ♀,
Dietlinde ♀,
Dietmar ♂,
Dietrich ♂,
Digdem ♀, 
Dija ♀, 
Dijan ♂, 
Dijana ♀, 
Dijar ♂, 
Dijara ♀, 
Dijemir ♂, 
Dijemira ♀, 
Dila ♀, 
Dilara ♀,
Dilaver ♂,
Dileep ♂,
Dilek ♀,
Diletta ♀, 
Dilfuruz ♀, 
Dilhan ♂♀, 
Dilika ♀, 
Dilin ♂, 
Dilina ♀, 
Diljan ♂, 
Diljana ♀, 
Dilma ♀, 
Dilmen ♂♀,
Dilosh ♂, 
Diloshe ♀, 
Diluke ♀, 
Dimal ♂, 
Dimat ♂, 
Dimitar ♂,
Dimitra ♀,
Dimitri ♂,
Dimitrij ♂,
Dimitrije ♂,
Dimitrios ♂,
Dina ♀, 
Dinçer ♂,
Dindar ♂, 
Dindare ♀, 
Dinesh ♂,
Dinis ♂,
Diniz ♂,
Dino ♂, 
Diodoro ♂, 
Diogene ♂, 
Diógenes ♂,
Diomede ♂, 
Diomira ♀, 
Dion ♂,
Dionigi ♂, 
Dionisio ♂,
Dionne ♀, 
Dionys ♀,
Dionysios ♂,
Diotima ♀, 
Dipak ♂,
Dirce ♀, 
Direck ♂,
Dirin ♂, 
Dirina ♀, 
Dirk ♂,
Ditbardh ♂, 
Ditbardha ♀, 
Dite ♂, 
Ditila ♀, 
Dition ♂, 
Ditjon ♂, 
Ditlinda ♀, 
Ditlum ♂, 
Ditlume ♀, 
Ditmir ♂, 
Ditmira ♀, 
Ditona ♀, 
Ditore ♀, 
Ditte ♀,
Diturak ♂, 
Diturake ♀, 
Dituri ♀, 
Dituror ♂, 
Diturore ♀, 
Ditver ♂, 
Ditvera ♀, 
Divna ♀, 

## Dj–Dm
Django ♂, 
Djellza ♀, 
Djordje ♂,
Dmitri ♂,
Dmytro ♂

## Do
Dobilas ♂, 
Dobromir ♂,
Dodo ♀♂,
Doğa ♂, 
Doğan ♂,
Doğanay ♂, 
Doğu ♂♀,
Doğuş ♂,
Dolf ♂,
Dölf ♂,
Dollard ♂, 
Dolly ♀,
Dolores ♀,
Dolph ♂,
Dolunay ♀, 
Domantas ♂, 
Domantė ♀, 
Domas ♂, 
Domen  ♂,
Domenica ♀,
Domenico ♂,
Domenic ♂, 
Domenika ♀, 
Domhnall ♂,
Domicelė ♀, 
Domingo ♂,
Domingos ♂,
Dominick ♂,
Dominik ♂,
Dominika ♀,
Dominikas ♂, 
Domininkas ♂, 
Dominique ♂♀,
Dominykas ♂, 
Domitia ♀, 
Domitilla ♀, 
Domizia ♀, 
Domizio ♂, 
Don ♂,
Donal ♂,
Dónal ♂,
Donald ♂,
Donalda ♀, 
Donaldas ♂, 
Donat ♂, 
Donata ♀, 
Donatas ♂, 
Donatella ♀, 
Donatello ♂,
Donato ♂,
Donatus ♂,
Döne ♀, 
Donika ♀, 
Donjeta ♀, 
Dönmez ♂,
Donmira ♀, 
Donna ♀,
Donnie ♂,
Donovan ♂,
Dora ♀,
Doralice ♀, 
Dorargjend ♂, 
Dorargjenda ♀, 
Dorarta ♀, 
Dorbardh ♂, 
Dorbardha ♀, 
Đorđe ♂,
Doreen ♀,
Dorel ♂, 
Dorentina ♀, 
Doresa ♀, 
Dorette ♀, 
Dorian ♂,
Doriane ♀, 
Doriann ♂, 
Dorieus ♂,
Dorina ♂♀, 
Doris ♀,
Doriza ♀, 
Dorkas ♀,
Doro ♀,
Doron ♂,
Dorontina ♀, 
Dorota ♀,
Dorotea ♀, 
Doroteo ♂, 
Dorothea ♀,
Dorotheos ♂,
Dorothy ♀,
Dorrit ♀,
Dörte ♀,
Dorthe ♀,
Dörthe ♀,
Doru ♂,
Doruk ♂, 
Doruntina ♀, 
Doubravka ♀,
Douglas ♂,
Douwe ♂, 
Dovilė ♀, 
Dovydas ♂, 
Doyle ♂

## Dr
Draga ♀, 
Dragan ♂, 
Dragana ♀,
Dragoljub ♂, 
Dragomir ♂, 
Dragon ♂, 
Dragoslav ♂, 
Dragutin ♂,
Drahomíra ♀, 
Drande ♀, 
Dranjash ♂, 
Dranush ♂, 
Dranushe ♀, 
Draško ♂, 
Dree ♀, 
Drejta ♀, 
Drejtar ♂, 
Drejtare ♀, 
Dren ♂♀, 
Drena ♀, 
Drenaz ♂, 
Drenaza ♀, 
Drenor ♂, 
Drenore ♀, 
Drenush ♂, 
Drenusha ♀, 
Dresel ♂,
Dries ♂,
Drilon ♂, 
Drilona ♀, 
Drin ♂, 
Drina ♀, 
Drinaz ♂, 
Drinaza ♀, 
Drinbardh ♂, 
Drinor ♂, 
Drinore ♀, 
Drinush ♂, 
Drinusha ♀, 
Driola ♀, 
Driss ♂,
Drit ♂, 
Drita ♀, 
Dritan ♂, 
Dritana ♀, 
Dritbardh ♂, 
Dritbardha ♀, 
Dritësim ♂, 
Dritësime ♀, 
Dritim ♂, 
Dritime ♀, 
Dritjon ♂, 
Dritjona ♀, 
Driton ♂, 
Dritona ♀, 
Dritor ♂, 
Dritosh ♂, 
Dritoshe ♀, 
Dritush ♂, 
Dritusha ♀, 
Drityll ♂, 
Dritylle ♀, 
Drivast ♂, 
Drivasta ♀, 
Drusilla ♀, 
Druso ♂, 
Drusus ♂

## Ds
Dschabir ♂,
Dschabrail ♂,
Dschafar ♂,
Dschalal ♂,
Dschalaluddin ♂,
Dschamal ♂,
Dschamilja ♀,
Dschanik ♂,
Dschawad ♂,
Dschemal ♂,
Dschibril ♂,
Dschingis ♂,
Dschochar ♂,
Dsidra ♀,
Dsiga ♂,
Dsjanis ♂,
Dsmitry ♂,
Dsmitryj ♂

## Du
Duarte ♂,
Duccio ♂, 
Dudley ♂, 
Dudu ♀, 
Dugald ♂, 
Duggan ♂,
Duilio ♂,
Dukagjin ♂, 
Dukagjine ♀, 
Dukuran ♂, 
Dukurana ♀, 
Dulin ♂, 
Dulina ♀, 
Duman ♂,
Dumitru ♂,
Duncan ♂,
Dündar ♂, 
Dunja ♀,
Dunning ♂, 
Đura ♂, 
Đurađ ♂, 
Duran ♂, 
Durante ♂, 
Durbin ♂, 
Đurđa ♀, 
Dürdane ♀, 
Đurđica ♀, 
Durdu ♀, 
Durim ♀, 
Durime ♀, 
Durimtare ♀, 
Düriye ♀, 
Durmuş ♂, 
Dursun ♂, 
Dušan ♂, 
Dushkan ♂, 
Dushkana ♀, 
Dushkor ♂, 
Duško ♂,
Dustin ♂,
Duygu ♂♀

## Dw–Dz
Dwight ♂,
Dylan ♂,
Dysis ♀,
Dyveke ♀,
Dzintar ♂,
Dzintars ♂,
Dzsenifer ♀